# Jan IV (maronicki patriarcha Antiochii)
Jan IV - duchowny katolicki kościoła maronickiego, w latach 1339–1357 41. patriarcha tego kościoła - "maronicki patriarcha Antiochii i całego Wschodu".